# Euonymopsis humberti
Euonymopsis humberti är en benvedsväxtart som beskrevs av Henri Perrier de la Bâthie. Euonymopsis humberti ingår i släktet Euonymopsis och familjen Celastraceae. Inga underarter finns listade.